# Saint-George Ashe
Saint-George Ashe (Malta, 23 de maig de 1871 - St Leonards-on-Sea, East Sussex, 24 de juliol de 1922) va ser un remer britànic que va competir a cavall del segle xix i el segle xx. El 1900 va prendre part en els Jocs Olímpics de París, on guanyà una medalla de bronze en la prova de scull individual, en ser superat per Hermann Barrelet i André Gaudin.